# Żeleźno
Żeleźno (deutsch Silesen) ist ein Dorf in der polnischen Woiwodschaft Westpommern. Es gehört zur Landgemeinde Białogard im Powiat Białogardzki.

## Geographische Lage
Żeleźno liegt sechs Kilometer nordöstlich der Kreisstadt Białogard und ist von der Europastraße 28 (Stettin – Danzig) über Nosowo (Nassow) auf einer Nebenstraße nach Białogard zu erreichen. Nächste Bahnstation ist Białogard. Durch das Dorf fließt der Zelmuckbach, der bei Żelimucha (Buchhorst) in die Radew (Radüe) mündet.

## Geschichte
Der Fund eines Bronzeschwertes im Jahre 1890 im Moor von Silesen weist auf eine frühzeitliche Besiedlung hin. Im 16. Jahrhundert bestand das Dorf aus 13 Bauernhöfen. Im Jahre 1632 wütete die Pest im Ort, der viele Einwohner zum Opfer fielen. 1867 gab es im Dorf 11 Vollbauern, 2 Kossäten und 19 kleine Eigentumsstellen. 1939 lebten in Silesen 348 Einwohner in 38 Wohnungen.
Bis 1945 gehörte Silesen zum Amts- und Standesamtsbezirk Bulgrin (heute polnisch: Białogórzyno) im Amtsgerichtsbereich Belgard. Letzte Amtsinhaber waren: Bürgermeister Berthold Klug, Amtsvorsteher Wilhelm Lobeck und Standesbeamter Albert Wendt. Anfang März 1945 wurde Silesen kampflos von der Roten Armee  besetzt. Das Dorf kam zu Polen und heute ist Żeleźno Ortsteil der Landgemeinde Białogard.

## Kirche
Silesen gehörte bis 1945 zum Kirchspiel Bulgrin im Kirchenkreis Belgard der Kirchenprovinz Pommern der evangelischen Kirche der Altpreußischen Union. Im Jahre 1940 wurden 1762 Gemeindeglieder gezählt.
Heute gehört Żeleźno zur Parochie Koszalin der polnischen evangelischen Kirche Augsburgischen (lutherischen) Bekenntnisses.

## Schule
Bis 1819 wurde der Unterricht abwechselnd in den Bauernhäusern gehalten. Erst dann wurde ein Schulgebäude errichtet.